# Tompoes
Un tompouce o tompoes (pronúnciese tompús) es un pastel típico de los Países Bajos similar al milhojas. Consiste en dos láminas rectangulares de hojaldre rellenas de abundante crema. Se suele recubrir de una crema rosada o naranja, según la ocasión.